# 가부섬
가부섬은 일본 홋카이도 네무로시의 암초이다.
이 섬은 홋카이도의 최동단에 위치한다.(본토 4섬 제외) 일본 명칭은 カブ島이며 러시아 명칭은 Остров Кабу이다. 어느 나라가 실효 지배를 하는지는 알 수 없으나 일본이 실효 지배를 할 것으로 추정된다.

## 같이 보기
- 하보마이 군도
- 하보마이모시리섬
- 이소모시리섬